# Prokuratura w Austrii
Prokuratura (niem. Staatsanwaltschaft) w Austrii – niezależny od sądów organ wymiaru sprawiedliwości, który reprezentuje w nim interes społeczny. Pełni zarówno funkcje śledcze, jak i oskarżycielskie. Prokuratura realizuje powierzone jej zadania za pomocą prokuratorów.
Prokuratorzy są hierarchicznie podporządkowani swoim przełożonym, którzy mają prawo wydawania im wiążących poleceń. Wykonują swoje obowiązki w sposób obiektywny i bezstronny. Badają oraz uwzględniają wszelkie okoliczności zarówno obciążające, jak i łagodzące.
Prokuratura jest zorganizowana zgodnie z zasadą centralizmu, co oznacza, że podlega ona organowi federalnemu (Federalnemu Ministrowi Sprawiedliwości).
Austria jest przykładem państwa, w którym prokuratura ustrojowo jest usytuowana przy władzy wykonawczej, choć obecnie podejmowane są działania legislacyjne mające na celu uniezależnienie prokuratury przez utworzenie urzędu Prokuratora Generalnego (Generalstaatsanwalt), któremu by ona podlegała.

## Zadania
Określono je w art. 90a Konstytucji, który stanowi, że prokuratorzy pełnią funkcje śledcze i oskarżycielskie, a także w ustawach federalnych, jak austriacki kodeks postępowania karnego (StPO), czy ustawie o małżeństwach.

### Śledztwo
W związku z przeprowadzoną reformą postępowania karnego, która obowiązuje od 1 stycznia 2008 r., prokuraturze powierzono zadanie prowadzenia śledztw (niem. Ermittlungsverfahren). Kieruje ona ich przebiegiem, a także decyduje o zakończeniu. W ich trakcie może wydawać polecenia i zarządzenia policji kryminalnej (albo innemu organowi, jeżeli tak stanowi ustawa federalna), która ma obowiązek je wykonać.
Na podstawie zebranego w trakcie śledztwa materiału dowodowego prokuratura może umorzyć śledztwo, skierować do sądu akt oskarżenia (Anklageschrift) albo zastosować instytucję Diversion. Ten ostatni sposób zakończenia śledztwa polega na tym, że prokuratura odstępuje od ścigania sprawcy, jeżeli m.in. jego ukaranie nie wydaje się konieczne dla odstraszenia go od ponownego popełnienia przestępstwa, kara za popełnione przestępstwo nie przekracza 5 lat pozbawienia wolności czy sprawca nie zawinił w stopniu znacznym. W zamian prokuratura może nałożyć obowiązek zapłaty określonej sumy pieniężnej, spełnienia świadczenia na cel społeczny, określić okres próbny albo skierować sprawę do mediacji. W razie niedopełnienia przez sprawcę nałożonych na niego obowiązków kontynuuje się postępowanie karne.

### Postępowanie sądowe
Po wniesieniu aktu oskarżenia do sądu prokuratura staje się stroną postępowania reprezentującą przed sądem interes społeczny i popierającą akt oskarżenia (czyli staje się oskarżycielem publicznym). Może ona zaskarżać zapadłe orzeczenia do sądu wyższej instancji.

### Pozakarne zadania
Poza zadaniami, jakie prokuratura pełni w postępowaniu karnym, realizuje ona niewiele innych funkcji. Przykładem działalności pozakarnej prokuratury jest możliwość uczestniczenia w sprawach o unieważnienie małżeństwa.

## Struktura

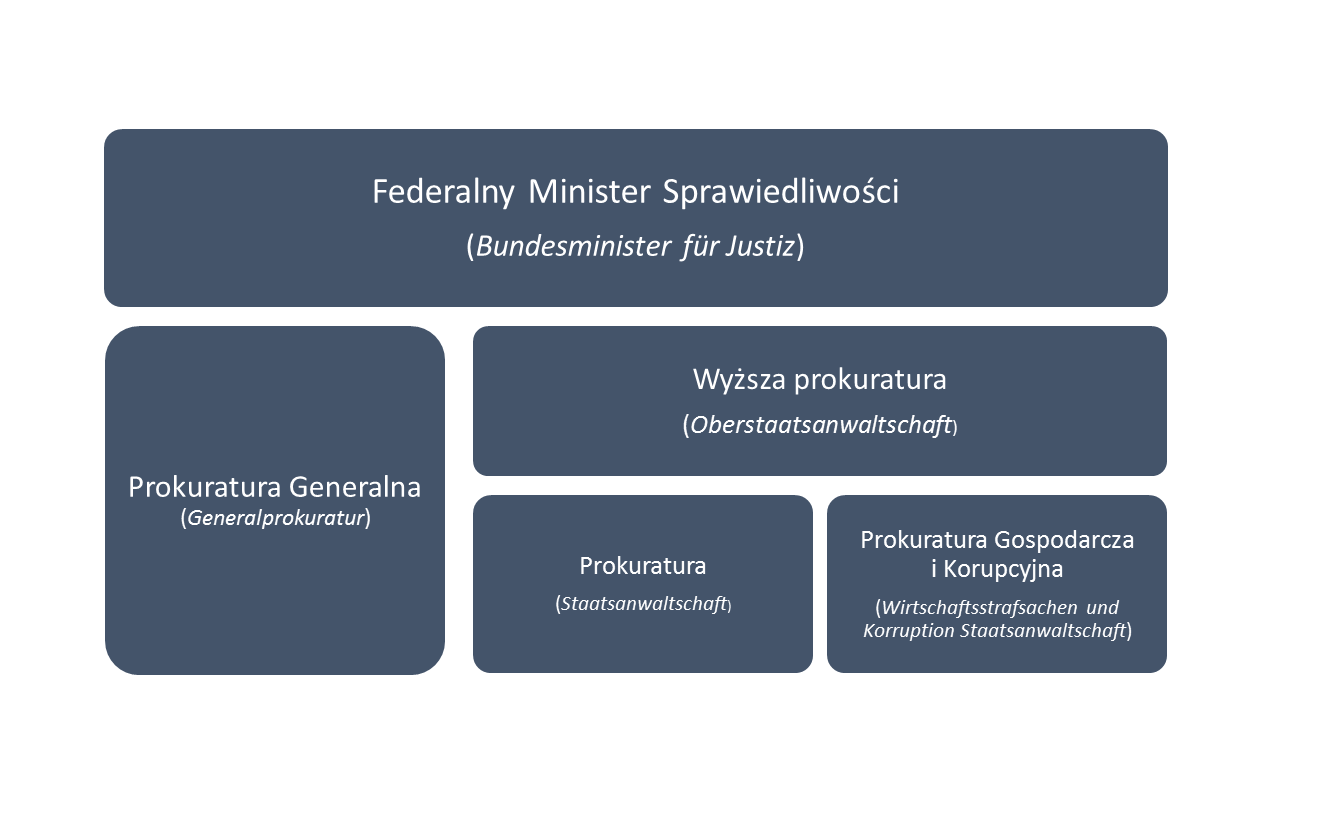
Schemat organizacyjny prokuratury w Austrii

Jednostki prokuratury dzielą się na nieuczestniczące w ściganiu przestępstw (skupione w Prokuraturze Generalnej) i uczestniczące w ściganiu przestępstw, które posiadają dwuszczeblową organizacje.
Wyższy szczebel, który tworzą wyższe prokuratury, pełni funkcje nadzorcze i co do zasady nie prowadzi śledztw.
Zadanie prowadzenia śledztw powierzono niższemu szczeblowi, na który składają się prokuratury i Centralna Prokuratura ds. Ścigania Przestępstw Gospodarczych i Korupcji.
Dodatkowo przy sądach rejonowych działają prokuratorzy rejonowi, lecz nie stanowią oni osobnych jednostek, a jedynie wchodzą w skład i podlegają nadzorowi danej prokuratury.
Obecnie prokuraturę tworzy:
- 16 prokuratur,
- Centralna Prokuratura ds. Ścigania Przestępstw Gospodarczych i Korupcji,
- 4 wyższe prokuratury,
- Prokuratura Generalna.

### Prokuratura
Prokuratury (niem. Staatsanwaltschaft) są odpowiedzialne za ściganie niemal wszystkich przestępstw (za wyjątkiem tych, które są właściwe dla Prokuratury Gospodarczej i Korupcyjnej). Prowadzą one śledztwa, decydują o sposobie ich zakończenia oraz sprawują funkcje oskarżyciela publicznego.
Na ich czele stoją kierownicy prokuratur, którzy kierują pracami swojej jednostki.
Podzielone są one na referaty, które prowadzą określone sprawy. W prokuraturach, w których pracuje co najmniej 4 prokuratorów, łączy się je w grupy. Każdy referat (Referat) może być przypisany wyłącznie do jednej grupy (Gruppe).
Tworzy się je przy sądach krajowych.
Prokurator pracujący w prokuraturach nazywany jest po prostu prokuratorem (Staatsanwalt).
Kierownik prokuratury może ustanowić przy danym sądzie rejonowym prokuratora rejonowego (Bezirksanwalt). Może on prowadzić śledztwa w sprawach o przestępstwa rozpoznawane przez sądy rejonowe, a także reprezentować prokuraturę przed sądami rejonowymi.
Podlegają one bezpośrednio wyższym prokuraturom, którym składają sprawozdania o stanie najważniejszych prowadzonych postępowań.

### Centralna Prokuratura ds. Ścigania Przestępstw Gospodarczych i Korupcji

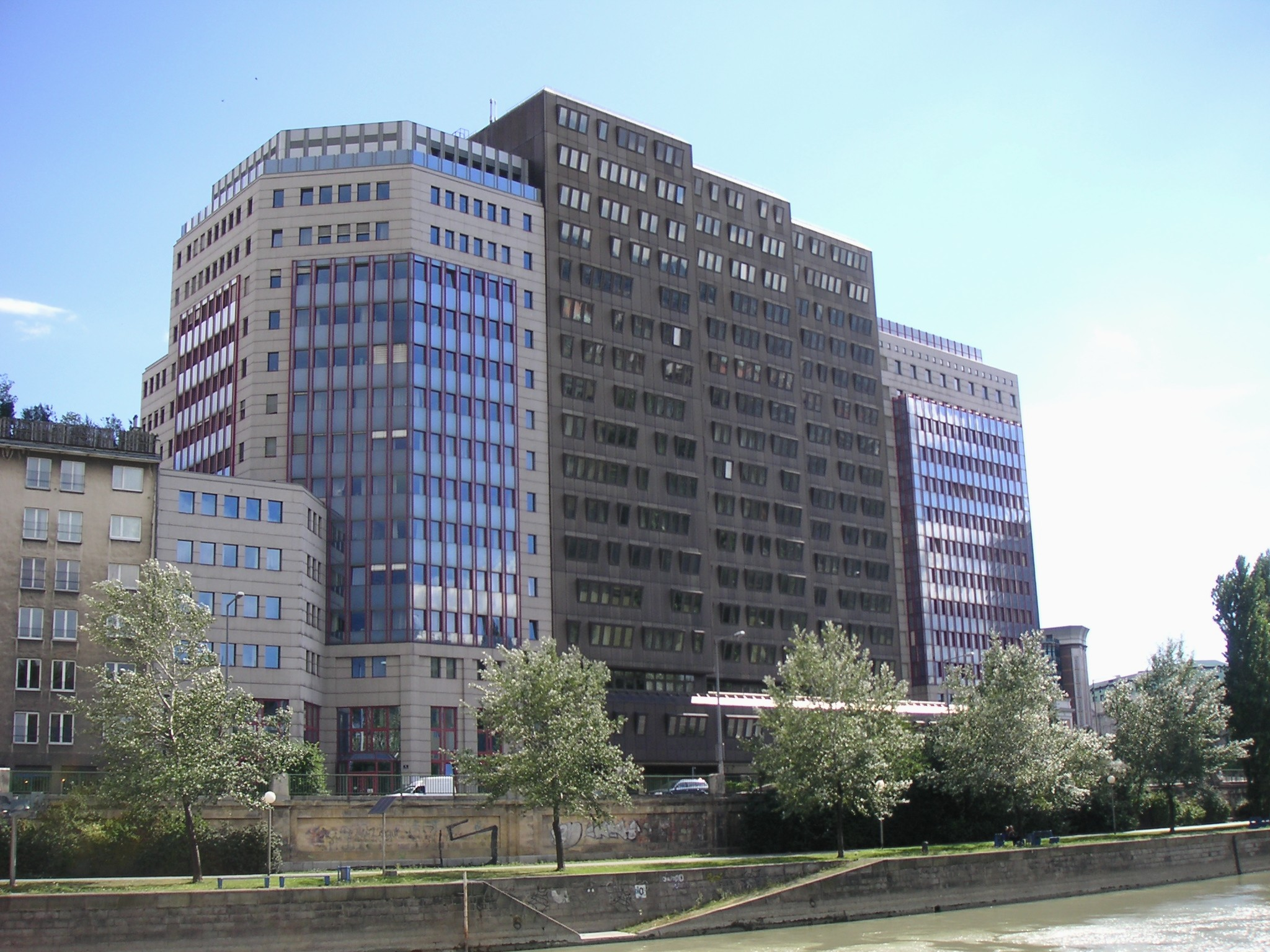
Siedziba Prokuratury Gospodarczej i Korupcyjnej w Wiedniu (w budynku tym znajduje się także Trybunał Obrachunkowy)

Centralna Prokuratura ds. Ścigania Przestępstw Gospodarczych i Korupcji (niem. Zentrale Staatsanwaltschaft zur Verfolgung von Wirtschaftsstrafsachen und Korruption), nazywana Prokuraturą Gospodarczą i Korupcyjną (Wirtschafts- und Korruptionsstaatsanwaltschaft, w skrócie WKStA), jest wyspecjalizowaną jednostką prokuratury w ściganiu poważnych przestępstw gospodarczych, finansowych i korupcji na terenie całej federacji, a także działającą w celu lepszej współpracy międzynarodowej. Niezależnie od miejsca popełnienia wymienionych wcześniej przestępstw prowadzi ona śledztwo oraz oskarża przed sądami krajowymi w I instancji, jak i przed wyższym sądem krajowym w II instancji. Pracują w niej prokuratorzy o specjalistycznej wiedzy z zakresu ekonomii, finansów i informatyki. Podlega ona Wyższej Prokuraturze w Wiedniu.
Prokurator Prokuratury Gospodarczej i Korupcyjnej posiada tytuł wyższego prokuratora (Oberstaatsanwalt).
Co roku Prokuratura Gospodarcza i Korupcyjna przedkłada Federalnemu Ministrowi Sprawiedliwości raport o stanie toczących się i zakończonych postępowań prowadzonych przez nią.

### Wyższa prokuratura
Wyższe prokuratury (niem. Oberstaatsanwaltschaft) biorą udział w postępowaniach przed wyższymi sądami krajowymi, a także nadzorują prace podległych im prokuratur. W indywidualnych przypadkach mogą one przejąć ich kompetencje. Podlegają one bezpośrednio Federalnemu Ministrowi Sprawiedliwości. Tworzy się je przy wyższych sądach krajowych.
Prokurator pracujący w wyższej prokuraturze nazywany jest wyższym prokuratorem (Oberstaatsanwalt).

### Prokuratura Generalna
Prokuratura Generalna (niem. Generalprokuratur) nie uczestniczy w ściganiu przestępstw i bierze udział wyłącznie w postępowaniach przed Sądem Najwyższym. Jej odmienny charakter od pozostałych jednostek podkreśla sama nazwa, w której zamiast słowa Staatsanwaltschaft występuje określenie Prokuratur. Podlega ona bezpośrednio Federalnemu Ministrowi Sprawiedliwości. Funkcjonuje ona przy Sądzie Najwyższym.
Na jej czele stoi Prokurator Generalny (Generalprokurator; w Austrii nie kieruje on całą prokuraturą).
Prokurator pracujący w Prokuraturze Generalnej, z uwagi na pełnioną funkcję i zadania, nazywany jest rzecznikiem generalnym (Generalanwalt).
Przy Prokuraturze Generalnej działa rada opiniująca polecenia Federalnego Ministra Sprawiedliwości (tzw. Weisungsrat).

## Zależność od resortu sprawiedliwości
Federalnemu Ministrowi Sprawiedliwości podlega austriacka prokuratura. Posiada on prawo wydawania wiążących poleceń dla wyższych prokuratur i Prokuratury Generalnej. Polecenia sporządzane są na piśmie wraz z uzasadnieniem i mogą dotyczyć sposobu załatwienia konkretnej sprawy. W tym celu Federalny Minister Sprawiedliwości może żądać przedstawienia akt danej sprawy. Co prawda Weisungsrat opiniuje polecenia ministra, lecz jej sprzeciw nie wstrzymuje wydania polecenia.
Co roku Federalny Minister Sprawiedliwości składa Radzie Narodowej i Radzie Federalnej sprawozdanie dotyczące wydanych przez siebie decyzji.
Ma on również prawo żądać przedstawienia przez wyższe prokuratury informacji o stanie konkretnych postępowań czy określić sposób pełnienia dyżurów w prokuraturach.

## Prokuratorzy

### Przygotowanie do zawodu i powołanie
Wymogiem powołania na prokuratora jest ukończenie studiów, praktyki sądowej, sądowej służby przygotowawczej i zdanie egzaminu sędziowskiego.
Praktyka sądowa (Gerichtspraxis) trwa 7 miesięcy. W jej trakcie aplikanci mogą zapoznać się z pracą sędziów i prokuratorów, a także funkcjonowaniem wymiaru sprawiedliwości. Odbywa się ona w sądach rejonowych i sądach krajowych, a także w prokuraturach, jeżeli aplikant szkoli się w sprawach karnych.
Warunkiem przyjęcia do sądowej służby przygotowawczej jest, m.in. posiadanie obywatelstwa austriackiego, pełna zdolność do czynności prawnych, posiadanie umiejętności społecznych (np. pracy w zespole, radzenia sobie ze stresem i krytyką), ukończenie studiów oraz praktyki sądowej.
Sądową służbę przygotowawczą (Richterlicher Vorbereitungsdienst) jest wspólna dla sędziów oraz prokuratorów i rozpoczyna się z momentem mianowania na kandydata na sędziego (Richteramtsanwärter). Trwa ona 4 lata i kończy się złożeniem egzaminu sędziowskiego.
Prokuratorów powołuje Prezydent Federalny na wniosek Federalnego Ministra Sprawiedliwości, który przedstawia na jedno stanowisko propozycje co najmniej 3 kandydatów wyłonionych przez właściwą komisję personalną. Jednak Prezydent Federalny przekazał tę kompetencję Federalnemu Ministrowi Sprawiedliwości w odniesieniu do pewnych stanowisk.
Obejmując swe stanowisko, prokuratorzy składają ślubowanie o następującej treści:
„Ślubuję, że będę niezłomnie przestrzegał obowiązującego w Republice Austrii porządku prawnego i włożę wszelkie swoje siły w służbę Republice”.

### Strój urzędowy
W trakcie całego postępowania sądowego (za wyjątkiem prokuratorów rejonowych przed sądem rejonowym) prokuratorzy mają obowiązek noszenia stroju urzędowego (niem. Amtskleid), na który składa się toga (nazywana w Austrii Talar) i biret (Barett). Materiał, z którego wykonane są toga i biret, jest w kolorze czarnym, a mankiety, wypustki i trójkątne klapy są w kolorze jasnoczerwonym. W zależności od zajmowanego stanowiska i pracy w danej jednostce prokuratury, prokuratorzy noszą różne stroje różniące się w zasadzie w wykonaniu kołnierza i biretu. Jest 5 rodzajów strojów urzędowych odpowiednio dla:
1. prokuratorów w prokuraturach,
2. kierowników prokuratur i wyższych prokuratorów,
3. kierowników wyższych prokuratur,
4. rzeczników generalnych,
5. Prokuratora Generalnego.

### Komisje personalne
Po ogłoszeniu danego wolnego stanowiska właściwa komisja personalna (niem. Personalkommission) weryfikuje wszystkie zgłoszenia, po czym przedstawia Federalnemu Ministrowi Sprawiedliwości wniosek, który zawiera propozycje kandydatów na dane stanowisko.
Każda komisja składa się z 4 członków, którzy muszą spełniać wymagania na stanowisko prokuratora. Komisja Personalna przy Federalnym Ministrze Sprawiedliwości tworzona jest na okres 5 lat, natomiast pozostałe komisje personalne funkcjonują stale.
| Nazwa komisji personalnej                                    | Członkowie | Przewodniczący                                                     | Stanowiska, na które przedstawiają kandydatów        |
| ------------------------------------------------------------ | --- | ------------------------------------------------------------------ | ---------------------------------------------------- |
| Komisja Personalna przy Federalnym Ministrze Sprawiedliwości | kobieta i mężczyzna powołani przez Federalnego Ministra Sprawiedliwości, osoba wyznaczona przez Związek Zawodowy Służby Publicznej, osoba wyznaczona przez Centralną Komisję Prokuratorów przy Federalnym Ministrze Sprawiedliwości | jedna z osób powołanych przez Federalnego Ministra Sprawiedliwości | Prokurator Generalny, kierownicy wyższych prokuratur |
| Komisja Personalna przy Prokuraturze Generalnej              | Prokurator Generalny, pierwszy zastępca Prokuratora Generalnego, osoba wyznaczona przez Związek Zawodowy Służby Publicznej, osoba wyznaczona przez organ reprezentujący prokuratorów przy Prokuraturze Generalnej                   | Prokurator Generalny                                               | rzecznicy generalni                                  |
| Komisje personalna przy wyższej prokuraturze                 | kierownik wyższej prokuratury, pierwszy zastępca kierownika wyższej prokuratury, osoba wyznaczona przez Związek Zawodowy Służby Publicznej, osoba wyznaczona przez organ reprezentujący prokuratorów przy wyższej prokuratury       | kierownik wyższej prokuratury                                      | prokuratorzy podlegli danej wyższej prokuraturze     |

### Stowarzyszenie Austriackich Prokuratorów
Stowarzyszenie Austriackich Prokuratorów (niem. Vereinigung Österreichischer Staatsanwältinnen und Staatsanwälte, w skrócie StAV) jest organizacją utworzoną w 1919 r. i działającą do dziś, zrzeszającą austriackich prokuratorów w celu promowania wymiaru sprawiedliwości i reprezentującą interesy prokuratorów. Stowarzyszenie powołuje swoich przedstawicieli do Centralnej Komisji Prokuratorów przy Federalnym Ministrze Sprawiedliwości (Zentralausschuss für Staatsanwältinnen und Staatsanwälte beim Bundesministerium für Justiz, w skrócie ZA), której zadaniem jest ochrona i promowanie interesów zawodowych, ekonomicznych, społecznych, kulturalnych i zdrowotnych prokuratorów.
Stowarzyszenie wydało również kodeks etyki zawodowej (Berufskodex), który określa podstawowe wartości i zasady jakimi powinni się kierować prokuratorzy w trakcie pełnienia swego urzędu.

## Lista austriackich prokuratur
- Prokuratura Generalna,
- Wyższa Prokuratura w Wiedniu:

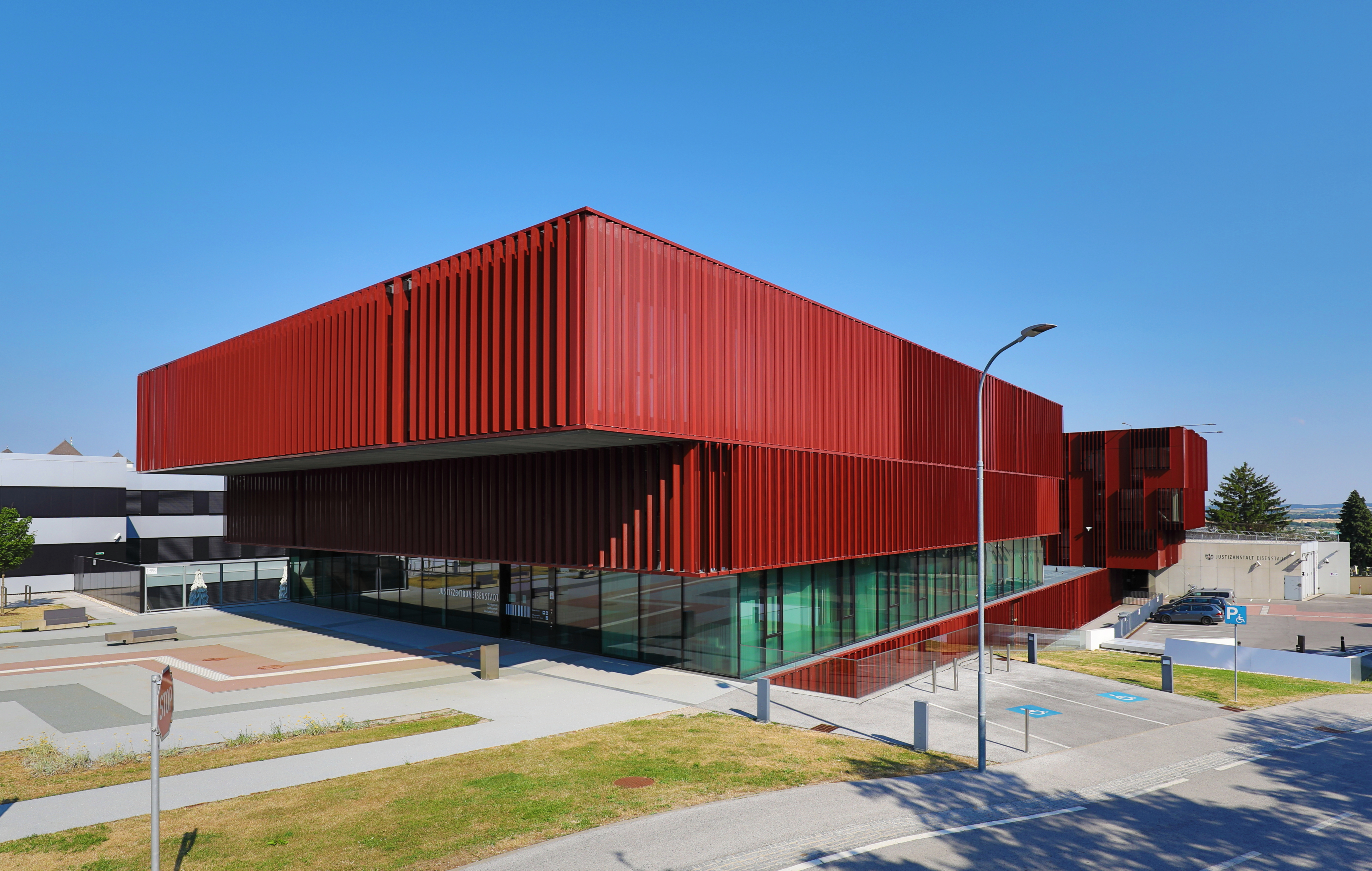
Centrum Sprawiedliwości (Justizzentrum) w Eisenstadt (budynek mieszczący tamtejsze sądy i prokuraturę) © C.Stadler/Bwag; CC-BY-SA-4.0

  - Centralna Prokuratura ds. Ścigania Przestępstw Gospodarczych i Korupcji,
  - Prokuratura w Wiedniu,
  - Prokuratura w Eisenstadt,
  - Prokuratura w Korneuburgu,
  - Prokuratura w Krems an der Donau,
  - Prokuratura w St. Pölten,
  - Prokuratura w Wiener Neustadt,
- Wyższa Prokuratura w Grazu:
  - Prokuratura w Grazu,
  - Prokuratura w Klagenfurcie,
  - Prokuratura w Leoben,
- Wyższa Prokuratura w Linzu:
  - Prokuratura w Linzu,
  - Prokuratura w Ried im Innkreis,
  - Prokuratura w Salzburgu,
  - Prokuratura w Steyr,
  - Prokuratura w Wels,
- Wyższa Prokuratura w Innsbrucku:
  - Prokuratura w Innsbrucku,
  - Prokuratura w Feldkirchu.